# Bögöte, Vas
Bögöte  este un sat în districtul Sárvár, județul Vas, Ungaria, având o populație de 290 de locuitori (2011). 

## Demografie
Componența etnică a satului Bögöte
     Maghiari (98,53%)
     Germani (1,47%)
Componența confesională a satului Bögöte
     Romano-catolici (79,66%)
     Fără religie (5,52%)
     Luterani (2,07%)
     Necunoscută (12,76%)
Conform recensământului din 2011, satul Bögöte avea 290 de locuitori. Din punct de vedere etnic, majoritatea locuitorilor (98,53%) erau maghiari, cu o minoritate de germani (1,47%).  Din punct de vedere confesional, majoritatea locuitorilor (79,66%) erau romano-catolici, existând și minorități de persoane fără religie (5,52%) și luterani (2,07%). Pentru 12,76% din locuitori nu este cunoscută apartenența confesională.